# برايا لومبوك
برايا لومبوك (بالإنجليزية: Praya, Lombok)‏ هي district of Indonesia تقع في إندونيسيا في Central Lombok Regency. يقدر عدد سكانها بـ 55,041 نسمة ومساحتها 31.12 كم2 .